# Montestruc-sur-Gers
 Montestruc-sur-Gers  là một xã thuộc tỉnh Gers trong vùng Occitanie tây nam nước Pháp. Xã này có độ cao trung bình 102 mét trên mực nước biển.